# 꼬꼬관광 싱글싱글
꼬꼬관광 싱글싱글은 2008년 9월 21일부터 11월 23일까지 KBS2를 통해 방영된 대한민국의 리얼리티 버라이어티 쇼이다. 해피선데이의 한 부분이다. 컨츄리 꼬꼬의 구성원 탁재훈과 신정환이 사회를 맡았다.

## 포맷
이 프로그램은 남녀 연예인들이 짝을 지어 데이트를 하며 서로를 알아가는 모습이 담겼다. 유명인들은 여행 중에 함께 갈 사람을 프로그램에 초대한다. 시즌 초반에는 각자 누구를 초대했는지 공개하고, 마지막 회에서는 함께 휴가를 보낼 사람을 정한다.

## 취소
이 프로그램은 막대한 제작비와 낮은 시청률로 인해 취소되었다.